# Androlyperus nataliae
Androlyperus nataliae es un coleóptero de la familia Chrysomelidae.
Fue descrita científicamente por primera vez en 1999 por Clark.